# Indiantown
Indiantown és una concentració de població designada pel cens dels Estats Units a l'estat de Florida. Segons el cens del 2000 tenia 5.588 habitants.

## Demografia
Segons el cens del 2000, Indiantown tenia 5.588 habitants, 1.648 habitatges, i 1.264 famílies. La densitat de població era de 361,4 habitants/km².
Dels 1.648 habitatges en un 33,7% hi vivien nens de menys de 18 anys, en un 54,9% hi vivien parelles casades, en un 13,7% dones solteres, i en un 23,3% no eren unitats familiars. En el 17,2% dels habitatges hi vivien persones soles el 9,9% de les quals corresponia a persones de 65 anys o més que vivien soles. El nombre mitjà de persones vivint en cada habitatge era de 3,39 i el nombre mitjà de persones que vivien en cada família era de 3,59.
Per edats la població es repartia de la següent manera: un 31,2% tenia menys de 18 anys, un 11,4% entre 18 i 24, un 25,6% entre 25 i 44, un 15,7% de 45 a 60 i un 16,2% 65 anys o més.
L'edat mediana era de 30 anys. Per cada 100 dones de 18 o més anys hi havia 123,2 homes.
La renda mediana per habitatge era de 28.977 $ i la renda mediana per família de 30.675 $. Els homes tenien una renda mediana de 17.810 $ mentre que les dones 19.063 $. La renda per capita de la població era d'11.085 $. Entorn del 18,8% de les famílies i el 23,8% de la població estaven per davall del llindar de pobresa.

## Poblacions més properes
El següent diagrama mostra les poblacions més properes.